# Cornigerius arvidi
Cornigerius arvidi is een watervlooiensoort uit de familie van de Podonidae. De wetenschappelijke naam van de soort is voor het eerst geldig gepubliceerd in 1967 door Mordukhai-Boltovskoi.